# Теорема Тэйта — Кнезера

Вложенные соприкасающаяся окружности архимедовой спирали. Сама спираль не показана, но видна там, где круги более плотные.

Теорема Тэйта — Кнезера о спирали утверждает, что, если кривизна гладкой плоской кривой монотонна, то соприкасающиеся окружности этой кривой вложены друг в друга.
В частности, они не пересекаются; отсюда следует, что кривая не имеет самопересечений.
Логарифмическая спираль, а также архимедова спираль — примеры кривых с монотонной кривизной.
Теорема названа по имени Питера Тэйта, который доказал её в 1896 году, и Адольфа Кнезера, который переоткрыл её в 1912 году.
Доказательство строится на свойствах эволюты кривой.
Для кривых с монотонной кривизной длина дуги эволюты между двумя центрами кривизны равна разности соответствующих радиусов кривизны.
Эта длина дуги должна быть больше, чем расстояние по прямой между теми же двумя центрами, поэтому соприкасающиеся окружности имеют центры ближе друг к другу, чем разность их радиусов, из чего следует утверждение теоремы.

## Вариации и обобщения
Аналогичные теоремы могут быть доказаны для семейства многочленов Тейлора заданной гладкой функции и для соприкасающихся коник заданной кривой.